# Loco (sång)
"Loco" är en låt framförd av den sydkoreanska tjejgruppen Itzy. Den gavs ut som singel från deras första studioalbum Crazy in Love den 24 september 2021 genom JYP Entertainment. En engelsk version återfinns också på albumet. Texten skrevs av Star Wars (Galactika) medan musiken komponerades av Star Wars (Galactika), Atenna (Galactika) och Woo Bin (Galactika), med arrangemang av Team Galactika. Den engelska versionen skrevs av Star Wars (Galactika) och Sophia Pae.

## Bakgrund och utgivning
Den 13 augusti 2021 meddelade JYP Entertainment att Itzy skulle ge ut deras första studioalbum, Crazy in Love, den 24 september, med "Loco" som ledsingel. Den 7 september publicerades en pressbild på gruppen inför lanseringen. Den 22 september publicerades en kort trailer för musikvideon. Låten gavs ut tillsammans med musikvideon den 24 september.
Den japanska versionen av "Loco" utgavs som digital singel den 1 september 2021. Den japanska låttexten skrevs av Jun.

## Komposition

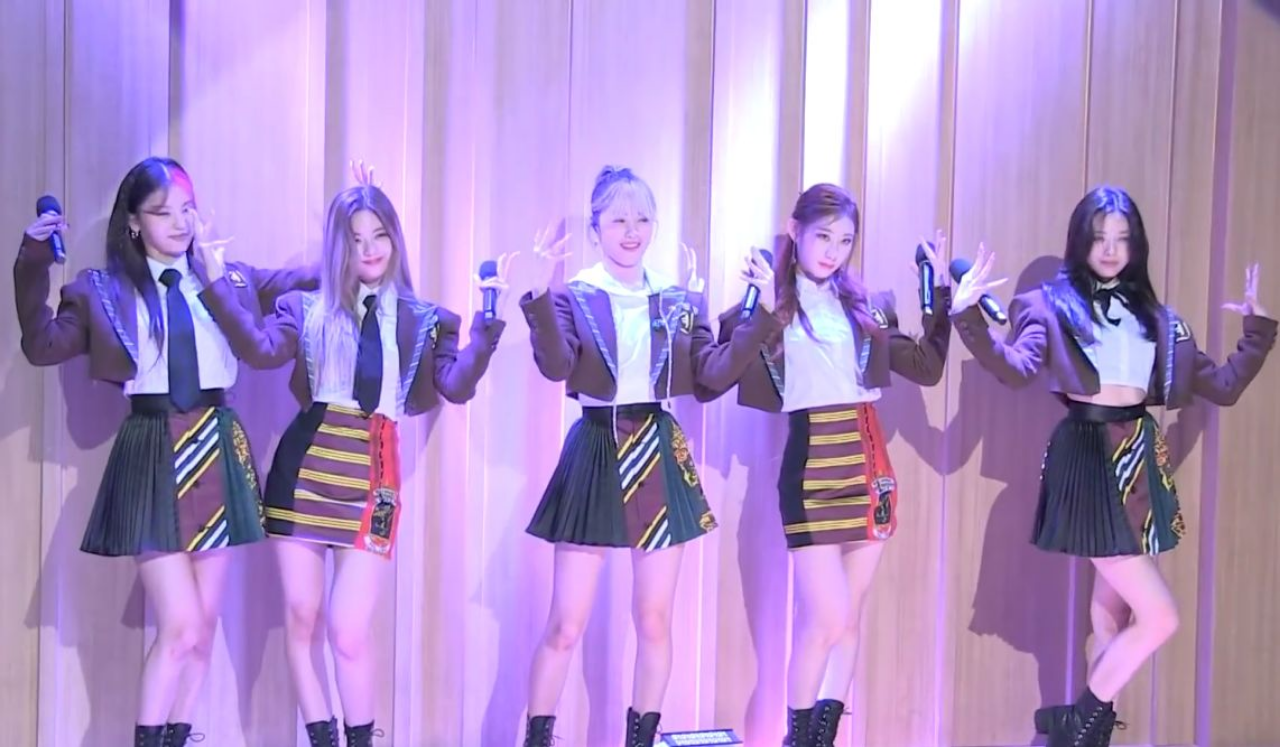
Itzy framför "Loco" vid SBS Radio i oktober 2021

"Loco" är skriven av Star Wars (Galactika), komponerad av Star Wars (Galactika), Athena (Galactika) och Woo Bin (Galactika) samt arrangerad av Team Galactika. Den engelska versionen skrevs av Star Wars (Galactika) med Sophia Pae. "Loco" är komponerad i ciss-dur med ett tempo på 102 slag i minuten.

## Musikvideo
Videon till låten publicerades på JYP Entertainments Youtube-kanal den 24 september 2021. Den regisserades av Rigend Film.

## Medverkande
Information från Melon.

- Itzy – sång, bakgrundssång
- Star Wars (Galactika) – koreansk sångtext, komposition, inspelning
- Athena (Galactika) – komposition, digital redigering, synthesizer, keyboard, bas
- Woo Bin (Galactika) – komposition, synthesizer, keyboard, bass
- Team Galactika – arrangemang
- Chang (Galactika) – trummor, keyboard, bas
- Park Cella Kim – gitarr
- Friday (Galactika) – bakgrundssång, sångcoach
- e.NA (Galactika) – bakgrundssång
- OGI (Galactika) – bakgrundssång
- Sophia Pae – engelsk sångtext, bakgrundssång
- Aiden – bakgrundssång
- Um Se-hee – inspelning, digital redigering
- Park Eun-jung – inspelning
- Jaycen Joshua – ljudmix
- Jacob Richards – ljudmix (assistent)
- Mike Seaberg – ljudmix (assistent)
- DJ Riggins – ljudmix (assistent)
- Chris Gehringer – mastering